# Partito di Centro (Svezia)
Il Partito di Centro (in svedese Centerpartiet, abbreviato semplicemente con C) è un partito politico svedese centrista.
Il Centerpartiet è un partito social-liberale, liberista e verde liberale che promuove il decentramento dei poteri, fondato nel 1913 dalla scissione della sinistra agraria dei Partito Popolare Liberale.
Si inserisce nella tradizione dei "partiti agrari" centristi del Nord Europa.
Aderisce all'ALDE e i suoi europarlamentari sono iscritti al gruppo Renew Europe (già gruppo ALDE).

## Storia
Il partito venne fondato nel 1913 con il nome di Bondeförbundet (it: "Lega degli agricoltori"), ruralista. Il partito nacque infatti come difensore delle istanze del mondo rurale ed agricolo. Il nome è stato cambiato in Centerpartiet nel 1957. La Lega degli agricoltori è stata la più fedele alleata del Partito Socialdemocratico, con il quale era stato al governo tra il 1936 ed il 1945 e tra il 1951 ed il 1957, contribuendo alla creazione delle politiche di welfare.
Dal 1957 però il partito, mutando nome in Centerpartiet, scelse l'alleanza con i partiti "borghesi" e "non-socialisti". Il partito è stato così di nuovo al governo dal 1976 al 1982 e dal 1991 al 1994. Nel 1976 Thorbjörn Fälldin, capo del partito, fu eletto ministro di Stato della Svezia.
Sotto la guida di Maud Olofsson e Annie Lööf negli anni 2000 e 2010 il Centerpartiet si collocò nell'alveo del centro-destra in quanto partito liberista vicino alle piccole aziende, in opposizione ai Socialdemocratici.
Alle elezioni legislative del 2006 il Centerpartiet si presentò all'interno di una coalizione di centro-destra nota come Alleanza per la Svezia (assieme al Partito Moderato, al Partito Popolare Liberale e i Democratici Cristiani), in alternativa al Partito Socialdemocratico e al Partito Ambientalista (i Rosso-Verdi). Il risultato elettorale sorrise ai centristi, che passarono dal 6,2% al 7,9%, da 22 a 29 seggi. In questo modo il partito divenne il terzo del panorama politico svedese, dopo socialdemocratici e moderati, superando gli alleati liberali, che scesero dal 13,3% al 7,5%. I centristi entrarono a far parte del governo guidato dal moderato Fredrik Reinfeldt. Alle elezioni del 2010 i centristi scesero sotto il 7% (6,6%), ottenendo 23 seggi e venendo superati anche dai Liberali popolari e dai Verdi, oltre che da Moderati e Socialdemocratici. L'Alleanza per la Svezia ottenne 173 seggi su 349 e il governo Reinfeldt rimase in carica grazie all'astensione della destra radicale dei Democratici Svedesi.

## Struttura

### Presidente
| Presidente                                            | Periodo   |
| ----------------------------------------------------- | --------- |
| Erik Eriksson i Spraxkya                              | 1916–1920 |
| Johan Andersson i Raklösen                            | 1920–1924 |
| Johan Johansson i Kälkebo                             | 1924–1928 |
| Olof Olsson i Kullenbergstorp                         | 1929–1934 |
| Axel Pehrsson (dal 1937 Pehrsson-Bramstorp)           | 1934–1949 |
| Gunnar Hedlund                                        | 1949–1971 |
| Thorbjörn Fälldin                                     | 1971–1985 |
| Karin Söder (leader del partito ad interim 1985-1986) | 1985–1987 |
| Olof Johansson                                        | 1987–1998 |
| Lennart Daléus                                        | 1998–2001 |
| Maud Olofsson                                         | 2001–2011 |
| Annie Lööf                                            | 2011–2023 |
| Muharrem Demirok                                      | 2023–     |

### Segretario
| Segretario                       | Periodo   |
| -------------------------------- | --------- |
| Lorentz Johansson                | 1921–1923 |
| Anton Pettersson                 | 1923–1931 |
| Bernhard Näsgård                 | 1932–1938 |
| Ferdinand Nilsson                | 1938–1941 |
| Karl Lindegren                   | 1941–1947 |
| Lars Eliasson                    | 1947–1951 |
| Gustaf Jonnergård                | 1951–1976 |
| Allan Pettersson                 | 1976–1984 |
| Göran Johansson                  | 1984–1987 |
| Åke Pettersson                   | 1987–1998 |
| Ola Alterå                       | 1998–2001 |
| Åsa-Britt Karlsson (ad interim)  | 2001      |
| Jöran Hägglund                   | 2001–2006 |
| Anders Flanking                  | 2006–2011 |
| Michael Arthursson               | 2011–2023 |
| Karin Ernlund (dal 6 marzo 2023) | 2023–     |

## Risultati elettorali

### Elezioni legislative
| Anno    | Voti      | %          | +/-  | Seggi    | +/-     | Status                                                       |
| ------- | --------- | ---------- | ---- | -------- | ------- | ------------------------------------------------------------ |
| 09/1914 | 1 507     | 0,2 (4.º)  |      | 0 / 230  |         | Extraparlamentare                                            |
| 1917    | 39 262    | 5,3 (5.º)  | 5,1  | 9 / 230  | 9       | Opposizione                                                  |
| 1920    | 52 318    | 7,9 (4.º)  | 2,6  | 20 / 230 | 11      | Opposizione                                                  |
| 1921    | 192 269   | 11,0 (4.º) | 3,1  | 21 / 230 | 1       | Opposizione                                                  |
| 1924    | 190 396   | 10,8 (4.º) | 0,2  | 23 / 230 | 2       | Opposizione                                                  |
| 1928    | 263 501   | 11,2 (4.º) | 0,4  | 27 / 230 | 4       | Opposizione                                                  |
| 1932    | 351 215   | 14,1 (3.º) | 2,9  | 36 / 230 | 9       | Opposizione                                                  |
| 1936    | 418 840   | 14,4 (3.º) | 0,3  | 36 / 230 | Stabile | Opposizione                                                  |
| 1940    | 344 345   | 12,0 (3.º) | 2,4  | 28 / 230 | 8       | Governo                                                      |
| 1944    | 421 094   | 13,6 (3.º) | 1,6  | 35 / 230 | 7       | Governo                                                      |
| 1948    | 480 421   | 12,4 (3.º) | 1,2  | 30 / 230 | 5       | Opposizione                                                  |
| 1952    | 406 183   | 10,7 (4.º) | 1,7  | 26 / 230 | 4       | Governo                                                      |
| 1956    | 366 612   | 9,5 (4.º)  | 1,2  | 19 / 231 | 7       | Governo                                                      |
| 1958    | 486 760   | 12,7 (4.º) | 3,2  | 32 / 231 | 13      | Opposizione                                                  |
| 1960    | 579 007   | 13,6 (4.º) | 0,9  | 34 / 232 | 2       | Opposizione                                                  |
| 1964    | 559 632   | 13,2 (4.º) | 0,4  | 35 / 233 | 1       | Opposizione                                                  |
| 1968    | 757 215   | 15,7 (2.º) | 2,5  | 39 / 233 | 4       | Opposizione                                                  |
| 1970    | 991 208   | 19,9 (2.º) | 2,2  | 71 / 350 | 32      | Opposizione                                                  |
| 1973    | 1 295 246 | 25,1 (2.º) | 5,2  | 90 / 350 | 19      | Opposizione                                                  |
| 1976    | 1 309 669 | 24,1 (2.º) | 1,0  | 86 / 349 | 4       | Governo                                                      |
| 1979    | 984 589   | 18,1 (3.º) | 6,0  | 64 / 349 | 22      | Governo                                                      |
| 1982    | 859 618   | 15,5 (3.º) | 2,6  | 56 / 349 | 8       | Opposizione                                                  |
| 1985    | 490 999   | 8,8 (4.º)  | 6,7  | 43 / 349 | 13      | Opposizione                                                  |
| 1988    | 607 240   | 11,3 (4.º) | 2,5  | 42 / 349 | 1       | Opposizione                                                  |
| 1991    | 465 175   | 8,5 (4.º)  | 2,8  | 31 / 349 | 11      | Governo                                                      |
| 1994    | 425 153   | 7,7 (3.º)  | 0,8  | 27 / 349 | 4       | Opposizione                                                  |
| 1998    | 269 762   | 5,1 (5.º)  | 2,6  | 18 / 349 | 9       | Opposizione                                                  |
| 2002    | 328 428   | 6,2 (6.º)  | 1,1  | 22 / 349 | 4       | Opposizione                                                  |
| 2006    | 437 389   | 7,9 (3.º)  | 1,7  | 29 / 349 | 7       | Governo                                                      |
| 2010    | 390 804   | 6,6 (5.º)  | 1,3  | 23 / 349 | 6       | Governo                                                      |
| 2014    | 380 937   | 6,1 (5.º)  | 0,5  | 22 / 349 | 1       | Opposizione                                                  |
| 2018    | 557 500   | 8,61 (4.°) | 2,51 | 31 / 349 | 9       | Opposizione (2018-2019) Appoggio esterno passivo (2019-2022) |
| 2022    | 434 945   | 6,71 (5.°) | 1,9  | 24 / 349 | 7       | Opposizione                                                  |

### Elezioni europee
| Anno | Voti    | %           | +/-  | Seggi        | +/-               |
| ---- | ------- | ----------- | ---- | ------------ | ----------------- |
| 1995 | 192 077 | 7,2 (4.º)   |      | 2 / 22       |                   |
| 1999 | 151 442 | 6,0 (7.º)   | 1,2  | 1 / 22       | 1                 |
| 2004 | 157 258 | 6,3 (6.º)   | 0,3  | 1 / 19       | Stabile           |
| 2009 | 173 414 | 5,5 (7.º)   | 0,8  | 1 / 181 / 20 | Stabile · Stabile |
| 2014 | 241 101 | 6,5 (6.º)   | 1,0  | 1 / 20       | Stabile           |
| 2019 | 447 641 | 10,78 (5.°) | 4,28 | 2 / 20       | 1                 |
| 2024 | 306 227 | 7,29 (6.°)  | 3,49 | 2 / 20       | Stabile           |